# Ariholmen
Ariholmen est une île norvégienne dans le landskap Sunnhordland du comté de Vestland. Elle appartient administrativement à Tysnes.

## Géographie
Rocheuse et couverte d'une légère végétation, à fleur d'eau, qui s'étendent sur environ 82 m de longueur pour une largeur approximative de 33 m. 